# Distrito Bahía
Este artículo trata sobre el distrito municipal de San Roque (Cádiz). No debe confundirse con el distrito Bahía de Cádiz-La Janda del Servicio Andaluz de Salud.
El  Distrito Bahía o Distrito 4 es una de las cuatro divisiones administrativas del municipio andaluz de San Roque. Está conformado por la superficie del municipio situada en la costa de la bahía de Algeciras.
La tenencia de alcaldía del distrito está situada en la plaza del Cuartel, en Campamento. El representante del Ayuntamiento para este distrito es Juan José Puerta Delgado, del PSOE.
Es el último de los cuatro distritos en cuanto población, con 4.091 habitantes en 2009. Integran el distrito tres barriadas:
- Campamento creció en torno a un asentamiento del Ejército en la zona. Es un lugar de paso obligado para acceder a La Línea y Gibraltar.
- Puente Mayorga debe su nombre a un antiguo puente de piedra. Está rodeada por grandes polígonos industriales.
- Guadarranque, situada en la desembocadura del río del mismo nombre, es un pequeño pueblo en el centro de la Bahía.

También pertenece a este distrito la pedanía deshabitada de La Colonia.
En el Distrito Bahía se encuentran los grandes núcleos industriales del municipio: la refinería de Gibraltar-San Roque y la central eléctrica de ciclo combinado, el polígono industrial de Campamento, los cuales están siendo objeto de obras de mejora. También pertenecen a esta zona los puertos de Guadarranque y San Roque, este último situado en la pedanía de Campamento. En este Distrito se ubica el yacimiento arqueológico cartaginés y romano de Carteia, del siglo IV a. C.

## Galería de imágenes

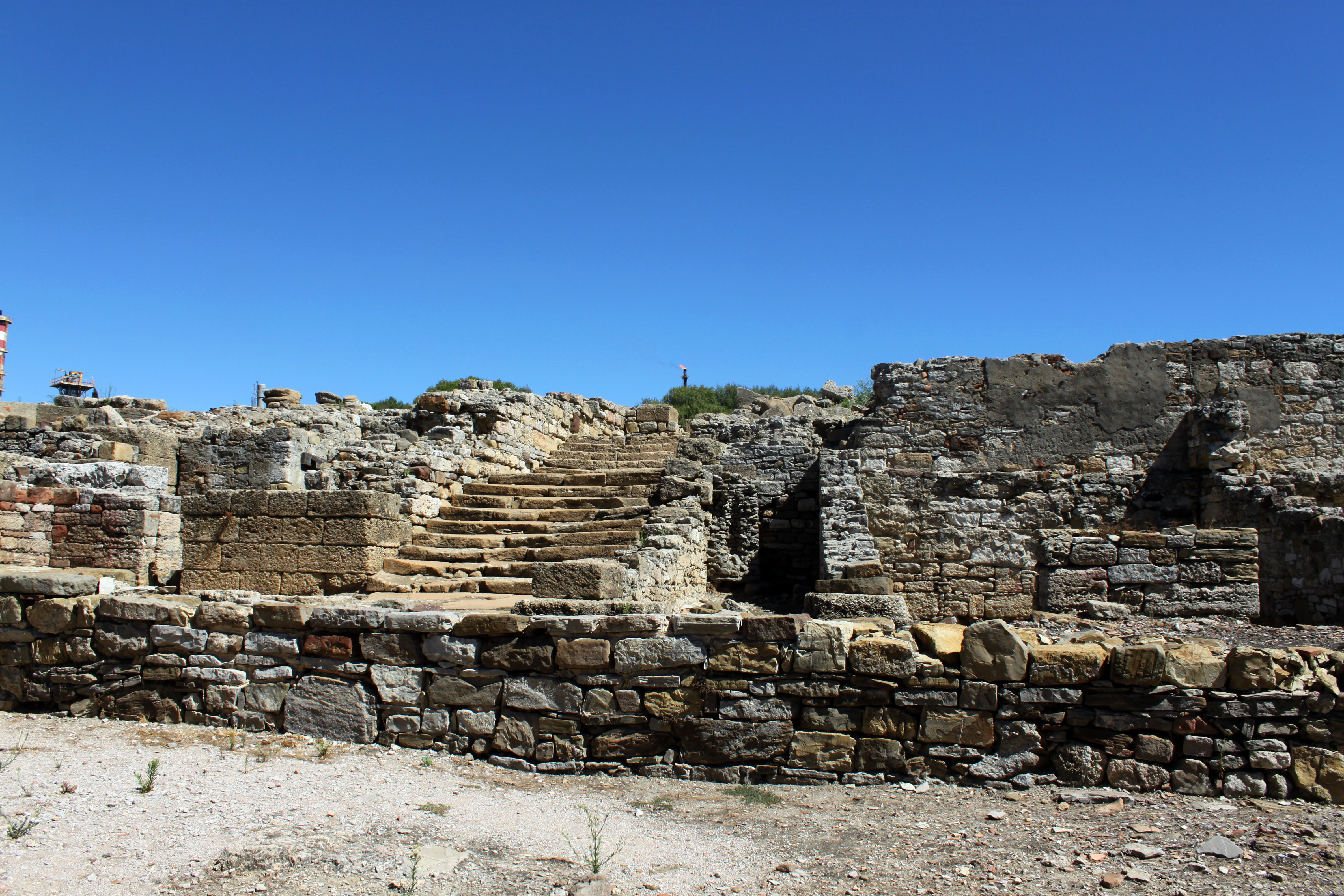
Restos arqueológicos de Carteia.
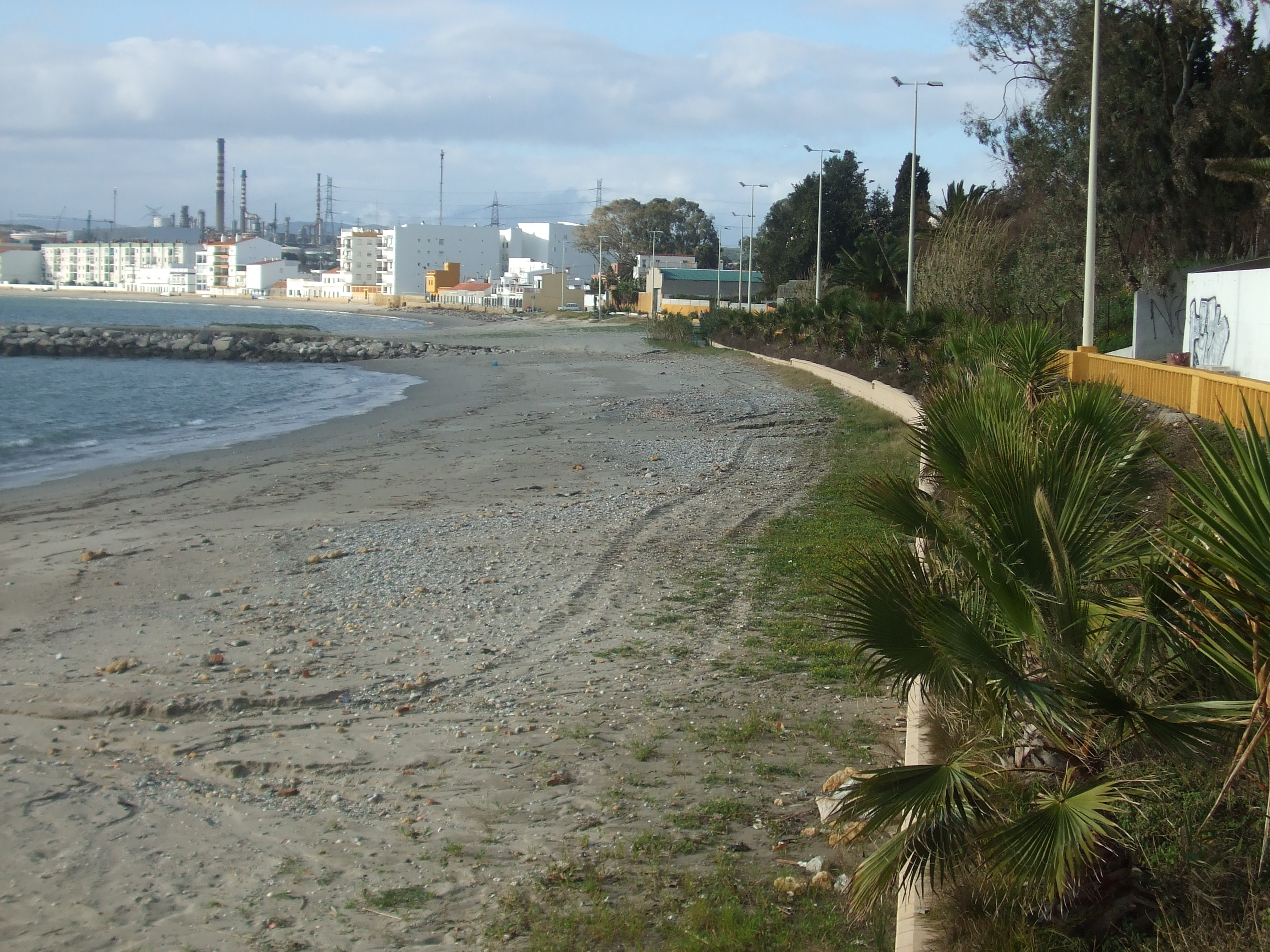
Playa de Campamento.
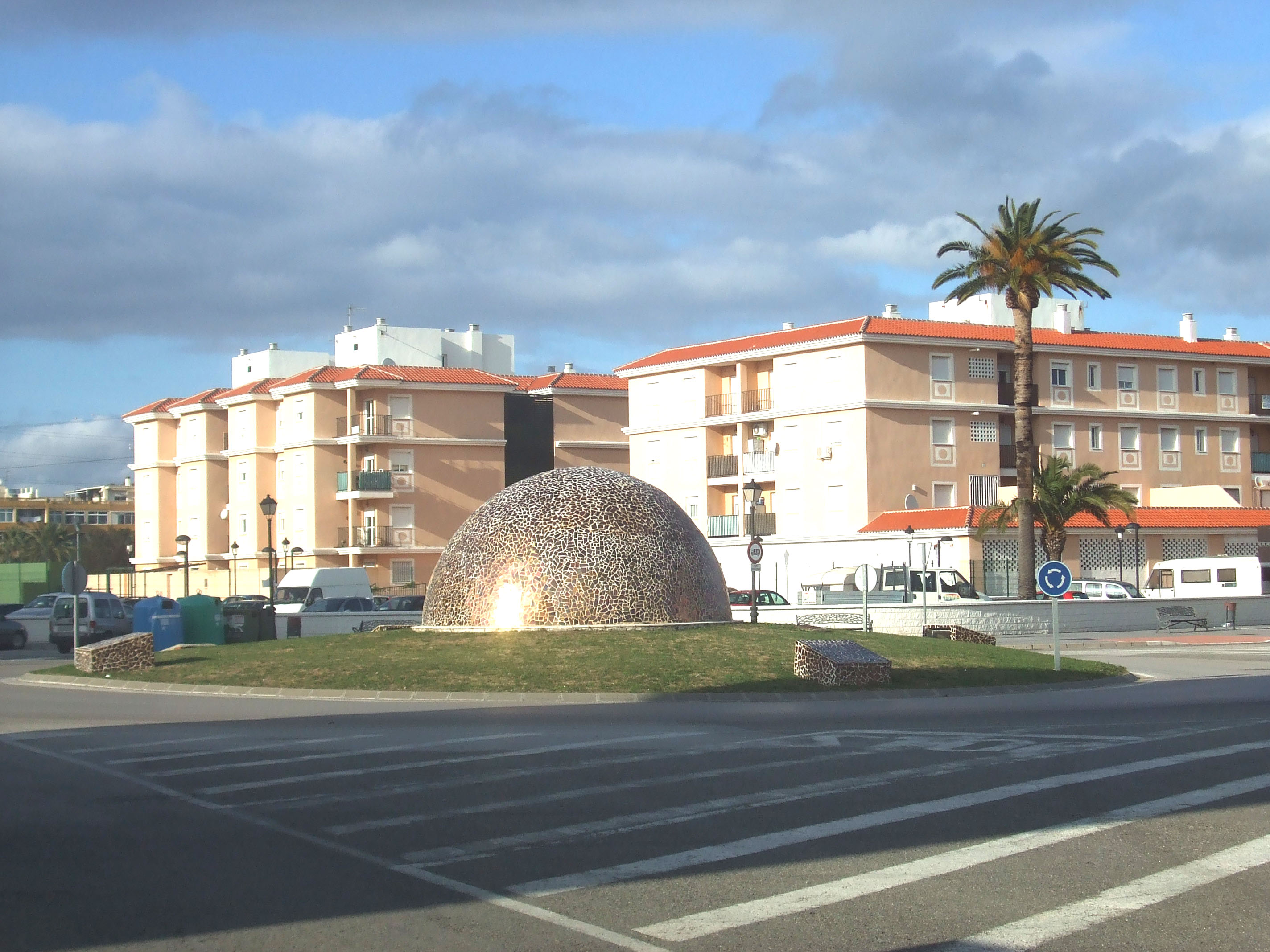
Esfera de Puente Mayorga.
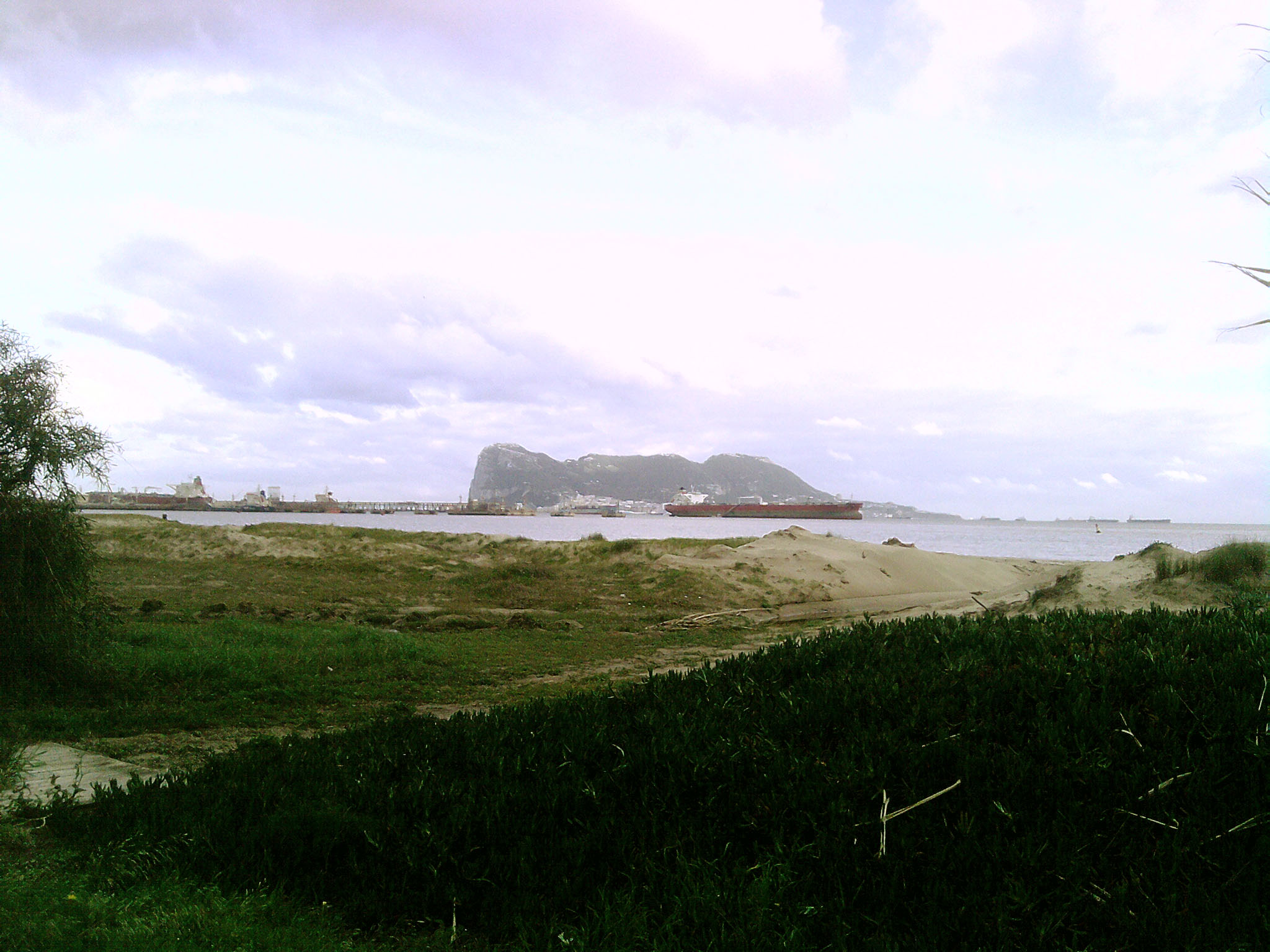
Playa de Guadarranque.